# Baby Breeze
| Recensione | Giudizio |
| ---------- | -------- |
| AllMusic   |          |

Baby Breeze è un album del trombettista jazz statunitense Chet Baker, pubblicato dall'etichetta discografica Limelight Records nel marzo del 1965 .

## Tracce

### LP
Lato A
1. Baby Breeze – 3:04 (musica: Richard Carpenter) – Registrato il 14 novembre 1964 al A&R Studios di New York
2. Born to Be Blue – 4:00 (Mel Tormé, Robert Wells) – Registrato il 20 gennaio (o) 20 novembre 1964 al Mercury Studios di New York
3. This Is the Thing – 4:46 (musica: Hal Galper) – Registrato il 20 gennaio (o) 20 novembre 1964 al Mercury Studios di New York
4. I Wish You Love – 3:37 (testo: Charles Trenet, Albert Beach – musica: Charles Trenet) – Registrato il 20 gennaio (o) 20 novembre 1964 al Mercury Studios di New York
5. Ev'rything Depends on You – 3:20 (Charles Carpenter, Earl Hines, Louis Dunlap) – Registrato il 20 gennaio (o) 20 novembre 1964 al Mercury Studios di New York

Lato B
1. One with One – 3:41 (musica: Hal Galper) – Registrato il 14 novembre 1964 al A&R Studios di New York
2. Pamela's Passion – 5:18 (musica: Hal Galper) – Registrato il 14 novembre 1964 al A&R Studios di New York
3. The Touch of Your Lips – 2:40 (Ray Noble) – Registrato il 20 gennaio (o) 20 novembre 1964 al Mercury Studios di New York
4. Comin' Down – 4:21 (musica: Richard Carpenter) – Registrato il 14 novembre 1964 al A&R Studios di New York
5. You're Mine, You – 3:07 (testo: Edward Heyman – musica: Johnny Green) – Registrato il 14 novembre 1964 al A&R Studios di New York

- Sul retrocopertina dell'album originale la data di registrazione dei brani incisi al Mercury Studios è indicata al 20 gennaio 1964

## Musicisti
Baby Breeze / This Is the Thing / One with One / Pamela's Passion / Comin' Down
- Chet Baker – flicorno
- Phil Urso – sassofono tenore
- Phil Urso – arrangiamenti (brani: Baby Breeze / Comin' Down)
- Frank Strozier – sassofono alto, flauto
- Hal Galper – pianoforte
- Hal Galper – arrangiamenti (brani: This Is the Thing / One with One / Pamela's Passion)
- Michael Fleming – contrabbasso
- Charlie Rice – batteria

Born to Be Blue / Ev'rything Depends on You / You're Mine, You
- Chet Baker – voce
- Bobby Scott – pianoforte, arrangiamenti
- Kenny Burrell – chitarra

I Wish You Love / The Touch of Your Lips
- Chet Baker – voce, flicorno
- Bob James – pianoforte
- Michael Fleming – contrabbasso
- Charlie Rice – batteria

Note aggiuntive
- Bobby Scott – produttore
- Registrazioni effettuate il 20 gennaio 1964 al Mercury Studios di New York City, New York e il 14 novembre 1964 al A&R Studios di New York City
- Elvin Campbell – ingegnere delle registrazioni (Mercury Studios)
- Phil Ramone – ingegnere delle registrazioni (A&R Studios)
- James Schubert – design copertina album originale
- Don Bronstein, Stan Malinowski, Dick Schaefer e Herb Snitzer – foto copertina album originale[4]